# Contea di Sherman (Nebraska)
La contea di Sherman (in inglese Sherman County) è una contea dello Stato del Nebraska, negli Stati Uniti. La popolazione al censimento del 2000 era di 3 318 abitanti. Il capoluogo di contea è Loup City.